# Макогон Юрій Федорович
Макогон Юрій Федорович (15. 05. 1930, с. Веселе, Великоолександрівський район, нині Херсонська область — пом. 26 травня 2020) — український і радянський вчений, фахівець у галузі газогідратів. Доктор технічних наук (1975), професор (1985).

## Життєпис
Закінчив Московський нафтовий інститут (1954), де 1961–74 й викладав (нині Російський університет нафти та газу).
У 2-й пол. 1950-х рр. — працював на Шебелинському газопромислі (Харківська область), де пройшов шлях від оператора з видобування газу до заст. гол. інж.; 1974–87 — зав. газогідратної лабораторії ВНДІ газової промисловості;
У 1987–92 — зав. лаб. нетрадиційних джерел вуглеводнів Інституту проблем нафти і газу РАН (обидва — Москва);
З 1992 — проф., від 1994 — зав. газогідратної лаб. Техаського університету (США).
Відкрив властивість природних газів утворювати в земній корі за певних термодинамічних умов поклади у твердому газогідратному стані. Уперше дослідив кінетику, морфологію та осн. властивості газогідратів, визначив закономірності формування газогідратних покладів, спрогнозував їх наявність на материках і Світовому океані, зокрема у Чорному морі, запропонував технології освоєння таких покладів.

## Основні праці
- Гидраты природных газов. Москва, 1974; Газовые гидраты. Москва, 1980 (співавт.);
- Hydrates of Hydrocarbons. Tulsa, 1997; Газогідрати — додаткове джерело енергії України // Нафт. і газова пром-сть. 2010. № 3, 4;
- К истории открытия газогидратов // Геология и полез. ископаемые Мирового океана. 2015. № 1.

## Нагороди та відзнаки
Премія ім. І. Губкіна (1989), золоті медалі П. Капіци (1997), А. Анштайна (2002), срібна медаль В. Вернадського (2003).